# Итальянская федерация звукозаписывающей индустрии
Итальянская федерация звукозаписывающей индустрии (FIMI) (итал. Federazione Industria Musicale Italiana ) — организация, которая отслеживает практически все аспекты музыкальной записи в Италии. Она была основана в 1992 году, после распада Associazione Fonografici Italiani (AFI). В 2011 году FIMI представляет собой 2500 компаний, работающих в сфере шоу-бизнеса.
FIMI является членом Международной федерации производителей фонограмм и Федерации итальянских предпринимателей (Confindustria). Основная цель организации — защита интересов итальянской звукозаписывающей индустрии.
Начиная с 1995 года FIMI отвечает также и за официальный итальянский чарт продаж музыкальных альбомов, а с 1997 года публикует официальный чарт синглов. 1 января 2008 года, в связи с уменьшением продаж CD-синглов, организация заменила чарт физических CD на digital downloads, основанный на легальных скачиваниях в интернете.
В июле 2010 года президентом организации стал Энцо Мацца.

## Чарты
Актуальные
- Classifica album[итал.] — чарт альбомов, публикуется с марта 1995 года.
- Classifica vinili — чарт виниловых пластинок, публикуется с января 2016 года.
- Classifica singoli[итал.] — чарт синглов (с 11 сентября 2014 года учитываются цифровые продажи и стриминг), публикуется с января 1997 года.

Архивные
- Classifica compilation — чарт музыкальных сборников, созданный одновременно с чартом альбомов, включал в себя только музыкальные компиляции при участии различных исполнителей. В 2020 году объединён с Classifica album.
- Classifica DVD musicali — чарт музыкальных видеоальбомов, публикация прекратилась в декабре 2015 года.

## Сертификации
Требования продаж музыкальных записей в Италии одинаковы как для внутреннего, так и для международного репертуара.

### Альбомы
| Сертификация     | До декабря 2004 | До декабря 2007 | До августа 2010 | До декабря 2010 | До декабря 2013 | С 01.01.2014 |
| ---------------- | --------------- | --------------- | --------------- | --------------- | --------------- | ------------ |
| Серебряный       | —               | 20 000          | —               | —               | —               | —            |
| Золотой          | 50 000          | 40 000          | 35 000          | 30 000          | 30 000          | 25 000       |
| Платиновый       | 100 000         | 80 000          | 70 000          | 60 000          | 60 000          | 50 000       |
| Мультиплатиновый | —               | —               | —               | 120 000         | —               | —            |
| 2 x Платиновый   | —               | 160 000         | 140 000         | —               | 120 000         | 100 000      |
| 3 x Платиновый   | —               | —               | —               | —               | 180 000         | 150 000      |
| 4 x Платиновый   | —               | —               | —               | —               | 240 000         | 200 000      |
| 5 x Платиновый   | —               | —               | —               | —               | 300 000         | 250 000      |
| Бриллиантовый    | 400 000         | 400 000         | 350 000         | 300 000         | 600 000         | 500 000      |

### Синглы
Синглы сертифицируются с 1999 года.
| Сертфикация      | До января 2005 | До декабря 2008 | До декабря 2013 | До 04.02.2015 | С 04.02.2015 |
| ---------------- | -------------- | --------------- | --------------- | ------------- | ------------ |
| Золотой          | 25 000         | 10 000          | 15 000          | 15 000        | 25 000       |
| Платиновый       | 50 000         | 20 000          | 30 000          | 30 000        | 50 000       |
| Мультиплатиновый | —              | —               | 60 000          | —             | —            |
| 2 x Платиновый   | —              | —               | —               | 60 000        | 100 000      |
| 3 x Платиновый   | —              | —               | —               | 90 000        | 150 000      |
| 4 x Платиновый   | —              | —               | —               | 120 000       | 200 000      |
| 5 x Платиновый   | —              | —               | —               | 150 000       | 250 000      |
| Бриллиантовый    | —              | —               | —               | 300 000       | 500 000      |

### Компиляции
| Сертификация     | Продажи |
| ---------------- | ------- |
| Платиновый       | 60 000  |
| Мультиплатиновый | 120 000 |

### Музыкальные DVD
| Сертификация | Продажи |
| ------------ | ------- |
| Золотой      | 15 000  |
| Платиновый   | 30 000  |